# Чжан Юецинь
Чжан Юецинь (27 січня 1960) — китайська баскетболістка.
Учасниця Олімпійських Ігор 1984 року.